# 比绍尔茨
比绍尔茨（法語：Bischholtz，法語發音：[biʃɔlts] ⓘ）是法国下莱茵省的一个市镇，属于萨韦尔讷区。 

## 地理
比绍尔茨（48°53'34"N, 7°32'25"E）面积2.39 平方千米，位于法国大東部大區下莱茵省，该省份为法国大陆部分最东部的省份，是阿尔萨斯的一部分，今与上莱茵省组成了阿尔萨斯欧洲集体，其南至上莱茵省，西南接孚日省和默尔特-摩泽尔省，西接摩泽尔省，北与德国接壤。
与比绍尔茨接壤的市镇（或旧市镇、城区）包括：英维莱尔、米劳森、奥夫维莱尔、罗特巴克、希勒斯多夫。
比绍尔茨的时区为UTC+01:00、UTC+02:00（夏令时）。

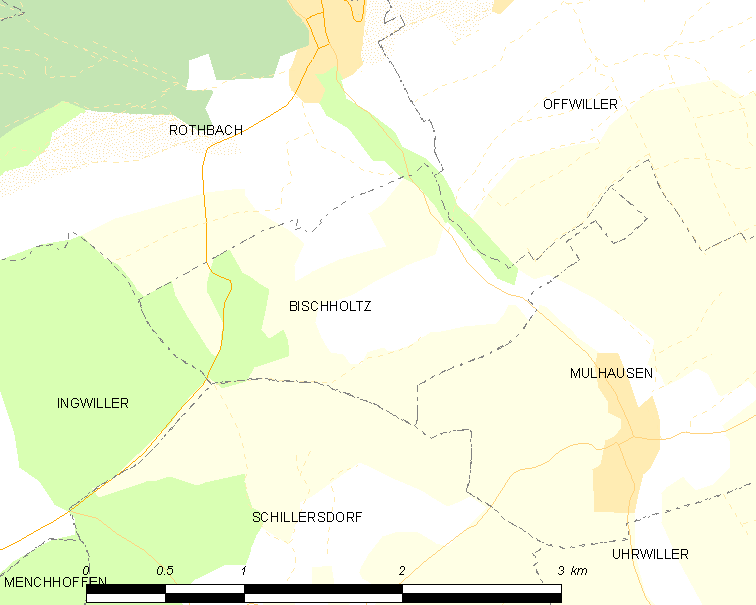
比绍尔茨的OSM定位图

## 行政
比绍尔茨的邮政编码为67340，INSEE市镇编码为67044。

## 政治
比绍尔茨所属的省级选区为英维莱尔县。

## 人口

1962-2008年间比绍尔茨人口变化图示

比绍尔茨于2022年1月1日时的人口数量为251人。